# Conocephalus differentus
Conocephalus differentus är en insektsart som beskrevs av Shi, F-m. och Liang 1997. Conocephalus differentus ingår i släktet Conocephalus och familjen vårtbitare. Inga underarter finns listade i Catalogue of Life.